# Schlacht am Helgeå

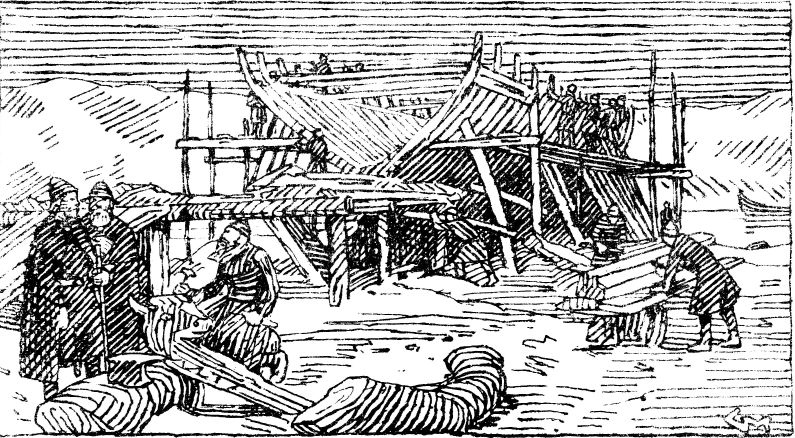
König Olavs Flaggschiff Visunden war erst wenige Monate vor der Schlacht fertiggestellt worden (Illustration der Heimskringla, 1899)

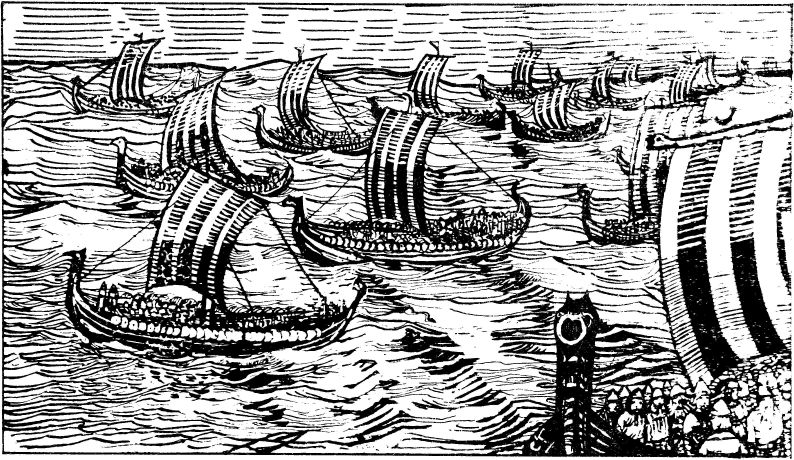
König Olavs Flotte (Illustration der Heimskringla, 1899)

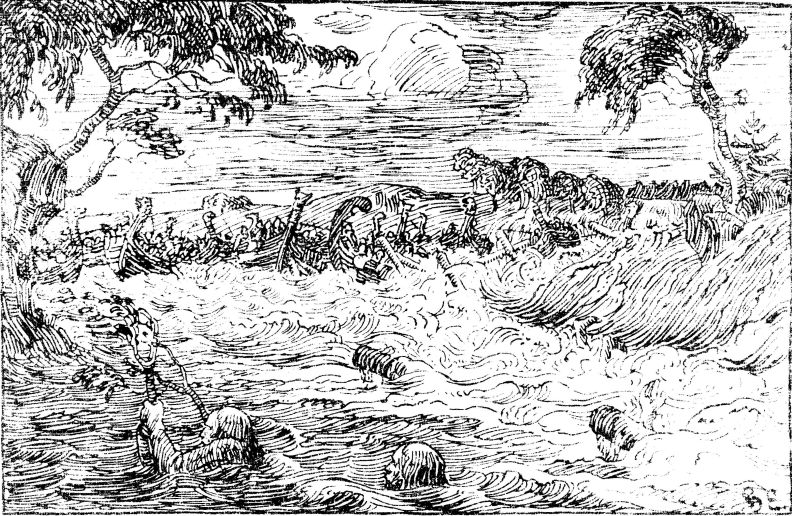
Verluste unter König Knuts Schiffen (Illustration der Heimskringla, 1899)

Die Schlacht am Helgeå wurde im Jahr 1025, 1026 oder 1027 – die Quellen sind sich im Datum nicht einig – zwischen England und Dänemark auf der einen Seite und Norwegen und Schweden auf der anderen Seite geführt. Die Seeschlacht fand wohl in der Flussmündung des Helge å im heutigen Südschweden statt. Die Angelsächsische Chronik nennt den Fluss „holy river“ (heiligen Fluss). Knut der Große, der das anglo-dänische Heer anführte und sowohl über England (1016–1035) als auch über Dänemark (1019/1020–1035) herrschte, hatte zuvor den Anspruch auf den norwegischen Thron gestellt, der von Olav II. Haraldsson (dem Dicken, später dem Heiligen) seit 1015 besetzt war. Dieser schloss ein Bündnis mit dem schwedischen Herrscher Anund Jakob und begann die dänischen Inseln anzugreifen.
Der Ausgang der Schlacht ist nicht eindeutig überliefert. Die Angelsächsische Chronik redet von einer Niederlage Knuts, die zeitgenössischen Sagas widersprechen dem nicht. Jedoch ist von Knut ein Brief aus dem Jahre 1027 überliefert, in dem er sich als König von ganz England, Dänemark, Norwegen und einem Teil von Schweden bezeichnet. Dies könnte auf einen Sieg Knuts hinweisen. Es ist schwer einzuschätzen, welche Bedeutung die Erwähnung Schwedens in diesem Zusammenhang tatsächlich hat. 
Fest steht, dass der Sieger durch diese Schlacht kein Prestige gewinnen konnte. Die norwegischen Aristokraten sollen zu diesem Zeitpunkt schon nicht mehr treu hinter Olaf gestanden haben, Schweden hatte sich beteiligt, weil es verhindern wollte, dass Knut im Norden zu mächtig wird und Knut ging es in erster Linie um die Verteidigung seines dänischen Reichsteils. Den norwegischen Königstitel bekam Knut 1028 durch politische Propaganda.
Die Quellenlage zu dieser Schlacht ist äußerst dürftig und beschränkt sich neben der Angelsächsischen Chronik auf die Skaldendichtung. Hauptsächlich Snorri Sturluson informiert uns in der Heimskringla über den Ablauf, indem er beschreibt, wie Knut von der norwegisch-schwedischen Koalition in der Flussmündung überrascht und durch eine List überwältigt werden konnte. Aufgrund der zeitlichen Distanz ist diese Ausführung in ihren Details allerdings zu bezweifeln. 
Umstritten ist offenbar auch die gegnerische Konstellation bzw. wer mit wem gegen wen gekämpft hat: Der Skandinavist und Historiker Ralph Tuchtenhagen behauptet, dass es der schwedische König Anund Jakob gewesen sei, der 1027 bei Helgeå eine Niederlage gegen Knut und Olav erlitten habe.
Es gibt zwei Runensteine, die sich auf diese/eine Schlacht zwischen Königen beziehen könnten. Der eine ist der Maskenstein (DR 66) (auch Aarhus 4), der andere ist der Runenstein an der Råda kyrka (Vg 40). Beklagt wird jeweils ein Gefährte, der „den Tod fand, als die Könige kämpften“.

## Einzelnachweis
1. ↑  Ralph Tuchtenhagen: Kleine Geschichte Schwedens, Seite 147. Beck, München 2008